# الأمثل في تفسير كتاب الله المنزل (كتاب)
الأمثل في تفسير كتاب الله المنزل (بالفارسي: تفسير نمونه) كتاب تفسير من تأليف الشيخ ناصر مكارم الشيرازي وبمساعدة فريق من الباحثين.حاول المؤلفون أن يقدموا تفسيرا بلغة حديثة وسهلة يسهل الانتفاع به للجميع.

## المؤلف
ناصر بن محمد كريم بن محمد باقر مكارم الشيرازي (1345 هـ شيراز - الآن) هو مرجع شيعي إيراني معاصر. كان له أدوار فعّال في الثورة الإسلامية الإيرانية، فتعرض للنفي إلى عدد من المدن النائية، وكذلك يعد اليوم من أبرز القيادات الدينية في إيران.
ولد الشيرازي سنة 1345 هـ (الموافقة لسنة 1924)، بمدينة شيراز في جنوب إيران، في أسرة متدينة.
بدأ الشيرازي بالتعمق في دراسته الدينية، ولم يكن قد تجاوز الثامنة عشر من عمره حين كتب حاشية على «كفاية الأصول»
في سن الرابعة والعشرين حاز على إجازة الاجتهاد المطلق من اثنين من المراجع في النجف
بعد عودته إلى إيران، عكف الشيرازي على تدريس «السطوح العالية» ثم «البحث الخارج» في الأصول والفقه منذ 33 سنة تقريباً، وقد درّس أربع دورات كاملة لبحث خارج الأصول وألف الكثير من الكتب الفقهية المهمة بعد تدريسها.

## هيئة التأليف
من العلماء الذين ساهموا في كتابة تفسير الأمثل، والذين هم من تلامذة مكارم الشيرازي:
- محمَّد رضا الأشتياني
- محمَّد جعفر الإمامي
- داود الإلهامي
- أسد الله الإيماني
- عبد الرسول الحسني
- محسن القراءتي
- محمَّد المهري.[3]

## منهجه
- بدأ بذكر السورة وخصائصها وفضائلها كما ورد عن المعصومين.
- بيان الجو العام للسورة وسياقها وبيان ما يرتبط بها من أهداف عامَّة وأهميتها وما تحويه من البحوث والموضوعات الهامَّة.
- ثم بيان الجو العام الذي نزلت فيه السورة والآية وتحليلها ببيان راقٍ وسهل وجزالة العبارة مع الإشارة إلى المسائل الاجتماعية التي توجه إليها الآيات أو تتضمنَّها
- ثمَّ يذكر في ذيل كل آية ما يرتبط بها من مباحث موضوعية.[4]

## مميزاته
- يتناسب تفسير الأمثل مع المستوى العام
- يخلو من المصطلحات العلمية المعقدة التي توجد في غيره من التفاسير.
- ناقش الأهم من المواضيع الأخلاقية والتربوية و الاجتماعية والإسلامية.[4]

## كتب مرتبطة

### الترجمات
- كُتب تفسير الأمثل أولاً باللغة الفارسية، وطُبع في 27 مجلد، وقد تُرجم بعدها إلى اللغة العربية وطُبع في 20 مجلد.

### المختصرات
مختصر تفسير الأمثل - أحمد علي باباني

## انظر ايضاً
- علم التفسير
- البرهان في تفسير القرآن

## وصلات خارجية
- تحميل الكتاب
- البحث في الكتاب
- قراءة الكتاب